# Madesimo
Madesimo (once known as Isolato) là một đô thị ở tỉnh Sondrio trong vùng Lombardia của Italia, có vị trí khoảng 110 km về phía bắc của Milano và khoảng 50 km về phía tây bắc của Sondrio, ở biên giới với Thụy Sĩ. Tại thời điểm ngày 31 tháng 12 năm 2004, đô thị này có dân số 597 người và diện tích là 85,4 km².
Madesimo giáp các đô thị: Campodolcino, Ferrera (Thụy Sĩ), Medels im Rheinwald (Thụy Sĩ), Mesocco (Thụy Sĩ), Piuro, Splügen (Thụy Sĩ), Sufers (Thụy Sĩ).